# Corytophanes hernandesii
Corytophanes hernandesii är en ödleart som beskrevs av  Wiegmann 1831. Corytophanes hernandesii ingår i släktet Corytophanes och familjen Corytophanidae. Inga underarter finns listade i Catalogue of Life.